# الطريق الجهوية رقم 39 (تونس)
الطريق الجهوية رقم 39 أو ط ج 39 طريق ثانوية تونسية تصل بين مدينتي الزهراء والسيجومي، وهي تتقاطع مع الطريق السيارة رقم 1 والطريق الجهوية رقم 34 والطريق الجهوية رقم 36 والطريق الوطنية رقم 3.